# Raymond Barthelmebs
Raymond Barthelmebs (* 11. April 1934 in Barr; † 12. Oktober 2011 in Sélestat) war ein französischer Fußballspieler.

## Sportlicher Werdegang
Barthelmebs rückte Anfang/Mitte der 1950er in den Erstligakader von Racing Straßburg auf, debütierte aber erst in der Spielzeit 1955/56 in der Division 1. Nach dem Abstieg 1957 wechselte der Torhüter innerhalb der höchsten Spielklasse zum FC Sochaux. Unter Trainer Paul Wartel erreichte er mit der Mannschaft 1959 das Endspiel um den Französischen Fußballpokal. Beim 2:2-Unentschieden gegen den Le Havre AC im ersten Endspiel hütete er das Tor, beim mit einer 0:3-Niederlage verlorenen Wiederholungsspiel stand Paul Wendé zwischen den Pfosten. 1960 stieg er mit dem Klub ebenfalls in die Division 2 ab, blieb dieses Mal jedoch dem Verein treu. Zwischenzeitlich ins zweite Glied abgerutscht verließ er trotz Wiederaufstiegs 1961 den Klub und ließ als Spielertrainer bei der SC Sélestat in der Division d’Honneur als höchster Amateurliga seine Karriere ausklingen.